# Henrik Malmström
Henrik Malmström, född den 26 augusti 1978 i Kristianstad, är en svensk före detta ishockeyspelare.
Malmströms moderklubb är Kristianstads IK. Han spelade mellan 2003 och 2006 i Brynäs IF och gick under säsongen 2006/2007 till Västra Frölunda HC. Säsongen 2007/2008 spelade Malmström för Ilves i finländska FM-ligan samt slovenska HK Jesenice. Säsongen 2008/2009 blev han seriemästare med Sparta Sarpsborg.